# 山中ヒコ
山中 ヒコ（やまなか ひこ、10月1日 - ）は、日本の漫画家、イラストレーター。女性。血液型はO型。

## 人物
ボーイズラブ誌や女性誌で活躍している。2007年に商業誌デビューし、2008年に初の単行本を刊行した。

## 作品リスト

### 単行本
- 初恋の70%は、（2008年9月30日、新書館）
- 王子と小鳥（2009年8月29日、芳文社）
- 丸角屋の嫁とり（2009年9月30日、新書館）
- 森文大学男子寮物語（2009年10月8日、祥伝社）
  - 【新装版】森文大学男子寮物語（2014年10月8日、祥伝社）
- エンドゲーム 1（2010年7月30日、新書館）
  - エンドゲーム 2（2010年12月29日、新書館）
- 王子様と灰色の日々 1（2011年10月7日、講談社）
  - 王子様と灰色の日々 2（2012年5月7日、講談社）
  - 王子様と灰色の日々 3（2012年11月7日、講談社）
  - 王子様と灰色の日々 4（2013年8月7日、講談社）

- ギブズ（2012年5月30日、新書館）
- 500年の営み（2012年7月25日、祥伝社）
- 死にたがりと雲雀 1（2014年5月7日、講談社）
  - 死にたがりと雲雀 2（2014年12月5日、講談社）
  - 死にたがりと雲雀 3（2015年8月7日、講談社）
  - 死にたがりと雲雀 4（2016年9月7日、講談社）
  - 死にたがりと雲雀 5（2017年3月7日、講談社）
- イキガミとドナー 上（2020年10月、祥伝社）
  - イキガミとドナー 下（2020年10月、祥伝社）
  - イキガミとドナー 二人のイキガミ 上（2023年4月、祥伝社）
  - イキガミとドナー 二人のイキガミ 下（2023年4月、祥伝社）

### イラスト
- いつかお姫様が（久我有加 著、2010年6月10日、新書館）
- 真夜中のパン屋さん シリーズ（大沼紀子 著）
  - 真夜中のパン屋さん（2011年6月3日、ポプラ文庫）
  - 真夜中のパン屋さん 午前1時の恋泥棒（2012年2月3日、ポプラ文庫）
  - 真夜中のパン屋さん 午前2時の転校生（2012年12月5日、ポプラ文庫）
  - 真夜中のパン屋さん 午前3時の眠り姫（2013年10月4日、ポプラ文庫）
  - 真夜中のパン屋さん 午前4時の共犯者（2016年3月15日、ポプラ文庫）
- 〈ハルチカ〉シリーズ（初野晴 著） - 2013年6月からの新カバーイラスト[4]
  - 退出ゲーム（2010年7月24日、角川文庫）
  - 初恋ソムリエ（2011年7月23日、角川文庫）
  - 空想オルガン（2012年7月25日、角川文庫）
  - 千年ジュリエット（2013年11月22日、角川文庫）
  - 惑星カロン（2017年1月25日、角川文庫）
  - ひとり吹奏楽部 ハルチカ番外篇（2017年2月25日、角川文庫）
- 吸血鬼ドラキュラ（ブラム・ストーカー 著、田内志文 訳、2014年5月24日、角川文庫）
- 萌詩アンソロジー 詩の向こうで、僕らはそっと手をつなぐ。（川口晴美 編、2014年6月10日、ふらんす堂）
- Tiger is here.（川口晴美 著、2015年7月、思潮社）
- 路地裏のほたる食堂 シリーズ（大沼紀子 著）
  - 路地裏のほたる食堂（2016年11月17日、講談社タイガ）
  - 路地裏のほたる食堂 2人の秘密（2018年1月24日、講談社タイガ）
  - 路地裏のほたる食堂 3つの嘘（2019年6月21日、講談社タイガ）
- レイチェル（ダフニ・デュ・モーリエ 著、務台夏子 訳、2019年（期間限定）、創元推理文庫） - 創元推理文庫60周年フェアカバーイラスト[5][6]
- 跡を消す 特殊清掃専門会社デッドモーニング（前川ほまれ 著、2020年8月、ポプラ文庫）
- シークレット・ペイン 夜去医療刑務所・南病舎（前川ほまれ 著、2021年9月、ポプラ文庫）

### ドラマCD
- 王子と小鳥（2011年2月25日、ascolto）
- 丸角屋の嫁とり（2012年08月31日、新書館）
- 500年の営み（2013年2月27日、フィフスアベニュー）